# ローグギャラクシー
『ローグギャラクシー』（Rogue Galaxy）は、ソニー・コンピュータエンタテインメントが発売したPlayStation 2専用アクションロールプレイングゲーム。開発元はレベルファイブ。2005年12月8日発売。

## 概要
ドラゴンクエストシリーズやファイナルファンタジーシリーズに匹敵するようなタイトルを目指して開発された。開発は『ドラゴンクエストVIII 空と海と大地と呪われし姫君』と同時進行で行われている。
「生々しさ」や話題性を考え、ジェスター役に玉木宏、キサラ役に上戸彩と、俳優を起用している。発売4ヶ月前という早さでテレビコマーシャルが始まり、当初はディレクター・日野晃博の直筆メッセージを使用したティザー広告であった。その後数多くのパターンのCMが放送された。
ロード時間のストレスを一切感じさせないというシームレスなゲーム展開が特長の一つで、宇宙を舞台にした壮大な世界観などと合わせて、現時点でのRPGの完成形を目指したとされる。ただし、ロード時間がゲーム中に存在しないということではない。
The 9th CESA GAME AWARDS FUTUREを受賞し、『ファミ通』のクロスレビューではプラチナ殿堂入りした。第20回デジタルコンテンツグランプリでは優秀賞を受賞、FAMITSU AWARDS 2005では特別賞「ルーキー大賞」を受賞した。
2007年1月には日本版の多くの不満点を改良し、追加要素を盛り込んだ北米版が発売され、同年3月21日には北米版の内容を取り込んだ「ディレクターズカット」版が発売された。

## システム
バトル
エンカウントした地点のダンジョンの地形がバトルにそのまま利用される。アクションRPGタイプのバトルで、操作キャラの他に仲間2人が同時にオートで行動する。エンカウントした地点からある程度離れると逃走するかどうか選択できるが、自分以外のキャラクターは敵味方ともにこの距離制限に関係なく行動する。
武器合成
武器は一定回数戦闘で使用することで、合成の材料にできる。2種類の武器を合成すると新しい武器が生まれる。
ファクトリー
工場において工作機やパイプ等を組み立ててオリジナルの生産ラインを建て、材料をセットして新たなアイテムを製造する。『ダーククラウド』『ダーククロニクル』のジオラマをベースとしたもの。
インセクトロン
フィールド上で採取したインセクター（昆虫）を育て、5体1組でマス目の上で戦わせるミニゲーム。

## 登場キャラクター

### パーティキャラクター
ジェスター・ローグ (Jaster Rogue)
声 - 玉木宏 / 子供時代 - 白石涼子
本作の主人公。砂漠の惑星ロザで育ち、少しぶっきらぼうだが、前向きで元気な若者。ビーストとの戦闘で共に戦った砂漠の爪から七星剣のデザートシーカーを受けとり、その後にサイモンとスティーブに砂漠の爪と勘違いされ、宇宙海賊にスカウトされる事になる。
キサラ (Kisala)
声 - 上戸彩
本作のヒロイン。女の子らしい可愛い外見だが、宇宙海賊ドルゲンゴアの娘として育った環境が故か、さばさばとした男っぽい性格をしている。いつも明るい彼女だが、ときおり寂しげな表情を見せる事もある。
ゼグラム・ガート (Zegram Ghart)
声 - 山路和弘
「漆黒の狼」と呼ばれる凄腕のハンター。なにかにつけて和を乱す。不審な行動が多く、何かを企んでいる気配がある。さめた言動が多いが熱血漢。ドルゲンゴアの手下としてドルゲンアーク号に乗り込んでいるが、裏ではノーマを通じ、ダイトロン社にさまざまな情報をリークしている。
スティーブ (Steve)
声 - 梅津秀行
ポカッチョ博士に作られたロボット。生真面目で、優しく、人間より人間らしいほど。常に優等生のノリで話し言葉も丁寧調だが、天然的なボケが周囲の笑いを誘う。ドルゲンアーク号の頼れる操縦士でもある。
サイモン・ワッカード (Simon Wicard)
声 - 小野坂昌也
ドルゲンゴアの手下。人間であり、元は科学者だったが、実験中の事故により、人には見せられない姿になってしまう。その為普段は顔まで覆う事の出来る奇妙な宇宙服を着込んでいる。関西弁で口数も多く世話好きだが、無責任な所もある。妻子がいる。
ルルカ・ライザ (Lilika Rhyza)
声 - 井上喜久子
密林の惑星ジュライカで生活するブルカカ族の女戦士。見た目通り男勝りな性格で怒りっぽいが、戦士としての誇りを重んじておりプライドも高い。過去に母と妹が目の前でビーストに襲われた事がトラウマになっていて、妹にはやや過保護になっている。
ジュピス・トゥーキー・マクガネル (Jupis Tooki McGanel)
声 - 青山穣
ダイトロン社で働いていたグランシー族の天才エンジニア。自分勝手な性格で他の研究者からは嫌われているが、実は相当な切れ者である。突然ダイトロン社から解雇され、逆恨みで復讐を開始。これにより賞金首になりジェスターたちと敵対したが、事態の収束後にちゃっかりドルゲンアーク号に乗り込みキサラとモンシャを買収してそのまま宇宙海賊の一員になる。
ディーゴ・アージス (Deego Aegis)
声 - 石塚運昇
犬獣人の姿をしており、かつてはロンガディア軍でエースと呼ばれていたほどの優秀な軍人だった。しかし、任務中に誤って民間船を襲撃してしまった事を後悔し軍人を辞める。軍を抜けた後は惑星ベダンのバー・アンジェラで酒に溺れる日々を過ごす。見た目はいかついが、優しく繊細な面も持ち合わせ、軍を退いてからも当時の仲間との信頼関係は厚い。
砂漠の爪 / ミゼル (Desert Claw / Mizell)
声 - 山寺宏一
常にハンターランキングで1位を維持するほどの腕前を持つ伝説のハンター。ジェスターを宇宙の旅へ導き、その後も一行の前に度々現れる。正体はジェスターの実父である。

### その他のキャラクター
ラウル (Raul)
声 - 佐々木敏
ジェスターの育ての親で、心優しい神父。
ドルゲンゴア (Dorgengoa)
声 - 飯塚昭三 / 青年時代 - 遊佐浩二
キャプテン・ドルゲンゴア。有名な宇宙海賊で、かなりの巨漢。伝説の惑星エデンに眠ると言われる巨万の富を求めて旅する。キサラの育ての親。
モンシャ (Monsha)
声 - 西脇保
ドルゲンゴア一味の副キャプテンを名乗る猫。人間の言葉を話し、態度が大きいがドルゲンゴアには媚びている。
ヴァルコグ・ドレイザー (Valkog Drazer)
声 - 内海賢二
宇宙船メーカーのダイトロン社の社長。各陣営に戦艦を売りつけ、戦争を激化させている。
ノーマ・キスリー (Norma Kissleigh)
声 - 山田美穂
ヴァルコグの秘書で、いつも仕事を手伝っている。
イーゼル (Izel)
声 - 後藤哲夫
ダイトロン研究セクションの最高責任者。
ポカッチョ (Pocacchio)
声 - 池水通洋
かつてはダイトロン社の優秀な研究員。スティーブの生みの親。
シード (Seed)
声 - 石田彰
仮面をかぶっている男性。実はエデンの石碑に書かれた遺伝子情報を元に作られた人造人間で、その素顔はジェスターと瓜二つである。
マーク・ポカッチョ (Mark Pocacchio)
声 - 半場友恵
ポカッチョの息子で、自身の記憶をスティーブに移植している。
アルビオス (Albioth)
声 - 菅生隆之
キサラの実父。ティアーザの森にて娘と再開するが、魔獣となって戦うことになる。

## ディレクターズカット版の変更点
- トランスポーターのCHARGEの表示がなくなり、ジェスターの顔にある傷が描かれている札に変更されている。なお、トランスポーターはCHARGEの表示が無くなっただけでなく、戦闘中以外はいつでもHPとAPが回復されるように改善されている。
- SHOPの商品が異なり、それにより幾分ゲームの難易度も下がっている。
- バトル時の装備の変更に関して、メニューを開かなくても変更できるように工夫されている。
- 敵キャラ12匹とボスキャラ2匹が追加されている。
- ひらめきフローが一新されている（過去にあったアビリティに属するひらめきフローアイテムは変更されていない）。
- 上記によりアビリティが追加されている。
- チェインアタックを廃止し、タイミングよくボタンを押すことで連続攻撃を行う新アビリティ、バーニングストライクが全キャラに追加された。
- 武器が100種類ほど増えている。防具についてもいくつか追加されている。
- 次レベルまでの経験値が異なる。
- 宝箱の位置や中身が変更されている。
- 水の惑星アリスティアが追加されている。
- 一部のダンジョン内部のデザインが変更されている。
- グラディウスタワーが前作より短くなった。
- 幽霊船・エクストリームのトランスポーターでHPとAPが回復するようになった。
- エンカウント率が下がった。
- ライブトークが1000個追加されている。
- 惑星間移動時の1分程の待ち時間がなくなった。
- いくつかの台詞の削除&追加。

なお、オリジナル版のセーブデータをそのままディレクターズカット版に使うことは出来ない。

## 評価
本作はレビューアグリケーションサイトのMetacriticでは「generally favorable reviews」とされた。
Eurogamerのサイモン・パーキンはミニゲームやサイドクエストのグラフィックを賞賛したが、ファイナルファンタジーXIIにそれを期待できないという負担をかけたと発売後に感じたとしている。彼は「プレイヤーの多くは新たに進化したデザインなどでこのゲームに夢中になった」「客観的にみてアースティックな広大さとロード時間を除けばジャンルの最高点に照らし合わせてローグギャラクシーはただの驚異ではない」と結論付けた。
Game Revolutionのティム・タケットはプロットに批判的だった。「キャラクターのバックストーリーがなく、エモーショナルなピッチがサタデーモーニングカトゥーン（アメリカの土曜午前に放送される子供向け番組）の域を出ていない」と述べた。クリアに時間のかかるメインストーリーのバトルは主に直接攻撃によって進行、他の攻撃手段を使うと撃破に手間がかかってしまうことも批判した。だがファイナルファンタジーXIIのライセンスボードよりも優れたサイドクエスト、バトルシステム、ひらめきフローを賞賛した。彼は「プロットは無味乾燥で歯ごたえがないが、他のゲーム内容は面白くて楽しい」と結論付けた。
GameTrailersは「あなたが予想するようなキャラクターとマッチしたアニメのようなストーリーではありません。RPGのステレオタイプのように同じクエストを繰り返すことを強制している」とした一方、ゲームプレイやサイドクエストを賞賛、「問題は多いがよくあるストーリーテリングや古き良きレベルデザインを乗り越えられる人は本作に中毒性と価値を見出すことができるだろう。レベル上げやアイテム探しにロールプレイヤーが退屈している心情をレベルファイブはよく知っている」とした。
GameSpotのグレッグ・カサヴィンは戦闘システムを「戦闘はしばらく同じことを繰り返すようになっている。プレイヤーが直接コントロールできるのは1人のキャラクターだけなので武器を装備していても戦闘にこれといった変化がない」としたが「PlayStation 2では日本のロールプレイイングゲームの中でも多くの高品質ゲームを提供しているが、本作は素晴らしい成果を上げていない。しかし過去のPS2ゲームとはかなり違った、またはそれ以上に優れたゲームであり一考に値する」ともした。
IGNのジェレミー・ダンハムはグラフィックを賞賛「今までのPS2ゲームの中でも最も優れた20タイトルのうちの1つである」としたが、戦闘システムについてパーティーメンバーのAIを批判した。また、サイドクエストとミニゲームを賞賛した。彼は「長年のRPGファンには騒ぎを起こすことは間違いないが、本作のストーリーラインは他の偉大なPS2ゲームと同レベルではないにしろ強力なメカニックによる戦闘力、中毒性のあるサイドクエスト、驚異的なビジュアルスタイルなどがそれを補う」とした。
GameSpyのパトリック・ジョイントは主にキャラクターの作りこみが不十分であると批評している。「本作は素晴らしく技術的にも驚異的である。戦闘、探索、パーソナライゼーション、サブゲームの要素が詰まっている。『ミニゲーム』は上手くできているがキャラクターは完全に二の次になっているように見える。」とした一方ミニゲームとサイドクエスト、ゲームの全体的な規模を賞賛した。彼は「本作最大の勝利は目を最も輝かせて60時間もゲームをプレイしても更に60時間は注ぎ込むことができる」とした。
日本ではファミ通のクロスレビュー10・9・9・8の36点でプラチナ殿堂入りしている。ゲーマガでは満足度ランキング横丁のコーナーで2009年に読者投票として行われた「期待外れだったゲーム」で10位中5位にランクインしている（票数は不明）。小説家の宮部みゆきは大極宮でストーリーについて主にジェスターとキサラの母親の独り善がりな行動やそれを批判する者がいないこと、キサラの母親がきちんと伝えていれば多くの部分で手間が省けていたことを辛辣に批判した。

### 売上と賞
ソニー・コンピュータエンタテインメント（SCE）コーポレート・エグゼクティブの佐伯雅司は本作発売前、100万本の売上を望んでいた。2005年12月11日までに日本ではトップセールスとなる237631本を販売した。2006年末までに356192本販売した。
本作は2005年のCESA GAME AWARDSでフューチャー部門を受賞、2006年のデジタルコンテンツグランプリで優秀賞を受賞。FAMITSU AWARDS 2005ではBest RPGと特別賞「ルーキー賞」を受賞。IGNではEditor's Choice awardを受賞、2007年1月の「今月のゲーム」に選出、2010年にはPlayStation 2のゲームトップ100で53位にランクイン、GameSpyでもEditor's Choice awardを受賞した。

## 主なスタッフ
- プロデューサー - 小林康秀、日野晃博
- ディレクター・ゲームデザイン・メインシナリオ - 日野晃博
- プログラムディレクター - 赤坂泰洋
- プランニングディレクター・シナリオ - 堀幸司
- キャラクターデザイン - 長尾圭二、森永二郎
- アートディレクター - 真島猛
- イベントディレクター - 楠田芳晃
- キャラクターアートディレクター - 富田晃介、赤坂健
- マップアートディレクター - 佐々木秀信、鮫島貴之
- タイトルロゴデザイン・パッケージデザイン - 丸屋教子
- エフェクトアニメーションディレクター - 幸谷賢明
- メインプログラマー - 熊谷宇祐、板垣衛、小林敬幸
- 3Dシステムプログラマー - 松末健二、四ケ所誠
- スーパーバイザー - 佐藤明、竹野史哉、佐伯雅司、桐田富和
- コンポーザー・サウンドディレクター - 西浦智仁

## サウンドトラック

### ローグギャラクシー オリジナルサウンドトラック
2006年1月25日発売。
Disc 1
1. ローグギャラクシーのテーマ
2. サルギンの街
3. 予兆
4. 危機
5. 教会
6. 勇敢な心
7. 慌てん坊
8. シルヴァザード砂漠
9. ヨハンナの街
10. 厳しい航海
11. ジュライカ樹海
12. ブルカカ村
13. 獅子王の城
14. 廃墟の城へと続く道
15. クージェ砂漠
16. ドルゲンアーク
17. 惑星ゼラード
18. グラディウスタワー
19. 懐かしい想い出
20. 銀河公社
21. ファクトリー（編集中）
22. ファクトリー（生産中）
23. 穏やかなひととき
24. 秘められた狂気
25. ローゼンカスタープリズン
26. 失われた遺伝子
27. エキスプローダー1
28. 幼い頃の記憶
29. スターシップファクトリー
30. 世界を開け
31. ヴァルコグのテーマ

Disc 2
1. 星王のテーマ
2. 仮面の男
3. エキスプローダー2
4. マイナの街
5. バー・アンジェラ
6. 悲しみを乗り越えて
7. ベダン鉱山
8. インセクトロン（作戦）
9. インセクトロン（戦闘）
10. シザーキング遺跡
11. 彷徨える旅
12. 緊迫
13. ラビリンス
14. ラ・マリー・グレンナシア
15. 巨大な脅威
16. マリーグレン空中城
17. 不穏な空気
18. ティアーザの森
19. 歴史は語る
20. グルザの聖域
21. 青い涙
22. マザーの穴
23. マザー
24. 遺跡の歌
25. 魔獣戦艦
26. 明日への願い
27. 幽霊船
28. 勝利への脱出
29. エンティングテーマ
30. 未収録バージョン

### ローグギャラクシー プレミアムアレンジ
2006年1月25日発売。BGMのいくつかをアレンジしたものを収録。